# Нове Шарне
Нове Шарне — колишнє село в Україні.
Розташоване в Народицькому районі Житомирської області. Підпорядковувалось Христинівській сільській раді. Виселено через радіоактивне забруднення внаслідок аварії на ЧАЕС. Населення в 1981 році — 370 осіб. Зняте з обліку 28 грудня 1990 року Житомирською обласною радою.